# Andoni
Andoni est une zone de gouvernement local (LGA) de l'État de Rivers au Nigeria,.

## Description
La LGA d'Andoni a été créée en 1991 à partir des anciens LGA de Nkoro, Opobo et Andoni. Elle est située dans le sud-est du Nigeria, dans le district sénatorial de l'État de Rivers,,. Au niveau politique, , la LGA est découpée en 11 quartiers.
La LGA, englobant aussi l'île d'Andoni a une superficie de 233 km2,,. La température moyenne est de 25°C avec une humidité de près de 90%. Il s'agit d'une zone très prétrolifère d'où le fait que l'économie de la région comprend des activités liées au pétrole et au gaz,. La pêche reste la principale activité économique et l'agriculture est aussi assez pratiquée,. Sa population est de 311 500 habitants selon le dernier recensement.
Le chef-lieu de la zone de gouvernement local d'Andoni est la ville de Ngo qui contient aussi le principal hôpital général,. Les principales villes et villages de cette LGA sont Asarama, Okoroboile, Ngo, and Oron-okpon parmi les 288 lieux d'habitations,. Le code postal de la zone est le 504.
Les habitants de la zone sont principalement de religion chrétienne et un peu de religions traditionnelles africaines. La population est essentiellement d'origine ethnique Obolo (Andoni) avec aussi différentes tribus telles que les Ogoni, Kalabari et les Ikwerre.
Les principales festivités sont le Okolondeng fishing festival, le Nwantam masquerade festival, et le Unyeada fishing festival.